# 音泉突破グレンラガンラジオ
音泉突破グレンラガンラジオ（おんせんとっぱ - ）はアニメ『天元突破グレンラガン』の関連番組として、音泉・BEWEにて配信されたインターネットラジオ番組である。

## 配信概要
- 音泉：2007年3月5日―11月26日、毎週月曜日
- スポンサー：アニプレックス、GAINAX、KONAMI、COSPA

- 番組はカミナ追悼特別番組を含めて全39回。だが、放送順的には第12回目(2007/05/21配信分)にあたるカミナ追悼特別番組を当初はあくまで特別番組としていたため、次の週の冒頭で行われた番組紹介ナレーションでは第13回目(2007/05/28配信分)にあたる放送の事を『グレンラガンラジオ12回目』と読み上げていた。しかし、第15回目(2007/06/18配信分)の冒頭ナレーションでは『16回目』と読み上げ、カミナ追悼特別番組を含めた形で番組の放送番号が付くことになった。ただ、このために公式サイトに表示される放送回数（カミナ追悼特別番組を含めない）と番組冒頭で読み上げられる放送回数（カミナ追悼特別番組を含める）に狂いが生じることとなり、2007/09/10配信分を最後に番組冒頭での放送回数の読み上げは行われなくなった。公式サイトでの最終回の表記は第38回である。

## コーナー
- ふつおた
- ドリルクイズ何を回しているんでしょうか?
- ラガンとシモンのドリル人生相談!
- ヨーコの恋愛スナイパー
- コーナーはないこともある

## 終了コーナー
- カミナに挑戦!グレン団入団試験!

## ゲスト
- 中川翔子(#4)
- 檜山修之(#22,23)
- 小野坂昌也(#26) ※柿原徹也は欠席
- 中村大樹(#27,28) ※井上麻里奈は欠席
- 今石洋之(#31)
- 岩崎琢(#32)
- 中島かずき(#37,38)
- 福井裕佳梨(#38)